# Selat (Pemayung)
Selat is een bestuurslaag in het regentschap Batang Hari van de provincie Jambi, Indonesië. Selat telt 2808 inwoners (volkstelling 2010).